# 丹羽光重

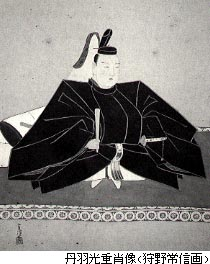
丹羽光重

丹羽 光重（にわ みつしげ）は、江戸時代前期の大名。陸奥国白河藩の第2代藩主。後に陸奥二本松藩初代藩主。官位は従四位下・左京大夫、侍従。茶人としての号は半古庵（はんこあん）、画家としての号は玉峰（ぎょくほう）。

## 生涯
元和7年12月28日（1622年2月8日）、丹羽長重の三男として誕生。幼名は宮松丸。2人の異母兄が共に夭逝したため、寛永5年（1628年）に嫡子となる。寛永11年（1634年）12月19日、3代将軍・徳川家光より偏諱を賜って光重と名乗る。また、従五位下左京亮に叙任する。寛永14年（1637年）4月、父・長重の死去により白河藩主となる。寛永19年12月晦日、従四位下に昇進する。
寛永20年（1643年）7月4日、陸奥安達郡、安積郡へ移封されて、二本松に居城を構え、二本松藩初代藩主となる。また、陸奥国田村郡の幕領1万5360石を預けられる。正保元年（1644年）4月10日、初めて二本松へお国入りする許可を得る。国替えに伴い藩の諸制度を定め、城郭や道路・城下町の大規模な整備事業を行った。光重は文化人としても知られ、茶道を石州流の片桐貞昌に学んで奥義を極めたり、絵画を狩野益信や狩野常信に学んで狩野派画風の作品を描いたり、また華道や書道にも造詣が深かった。他にも高野山や萬福寺の僧侶を招請し、後者に「烈祖図」や「十六羅漢図」を寄進する（共に現存）など、仏教や学問の普及に努めた。
万治元年（1658年）閏12月27日、侍従に任官する。延宝6年（1678年）8月6日、預かっていた陸奥田村郡の幕領を返還する。延宝7年4月7日、嫡子・長次に家督を譲って隠居した。隠居後は玉峰と称した。元禄14年（1701年）4月11日に死去した。享年80（満79歳没）。

## 逸話
- 『土芥寇讎記』の息子長次の項目に拠れば、「父親（光重）は美童を甚だしく愛して問題が多かったが、息子（長次）にはその気配はない」「父は文武禅学の教養があったが息子にはない」とされている。実際、光重の小姓、おそらく寵童を狩野益信が描いた「西村志摩之助画像」が、二本松市の台雲寺に残っている[2]。

- 浅野長矩が松の廊下で高家旗本・吉良義央を切りつけた際（浅野長矩#殿中刃傷）、その報を聞いて「何故切りつけたのか？突きさえすれば殺せたものを！」（丹羽氏の刀術は突きが基本）と立腹し、煙管（キセル）で煙草盆の灰入れを叩き、凹ませたという。この時叩いた灰入れは丹羽氏18代当主・丹羽長聰が家財を二本松市に寄付する際に偶然発見した[3]。なお、丹羽長重の娘が赤穂藩初代藩主浅野長直の正室であり、丹羽光重は浅野長矩の大叔父に当たる。

## 系譜
父母
- 丹羽長重（父）
- 竜光院 ー 山形武兵衛の姉、側室（実母）
- 報恩院 ー 織田信長の五女（養母）

正室、継室
- 安藤重長の娘（正室）
- 櫛笥隆胤の娘（継室）

側室
- 松田氏

子女
- 丹羽長次（長男）生母は正室
- 丹羽長之（次男）生母は松田氏（側室）
- 千子 ー 池田綱政正室、生母は正室
- 久勝院 ー 松平義昌正室、生母は松田氏（側室）
- 西尾忠成正室、生母は継室